# Populärmusik aus Vittula
Populärmusik aus Vittula (Originaltitel: Populärmusik från Vittula, auf Finnisch Populaarimusiikkia Vittulajänkältä) ist der erste Roman des schwedischen Autors Mikael Niemi. 2000 erschien der Roman erstmals in Schweden, 2002 folgte die Übersetzung ins Deutsche durch Christel Hildebrandt. Seit 2003 gibt es auch eine englische Übersetzung von Laurie Thompson, erschienen unter dem Titel Popular Music from Vittula.
Die Geschichte des Romans dreht sich um Matti und seinen Jugendfreund Niila, die in den 60er- und 70er-Jahren in Pajala aufwachsen, einem Ort in der Grenzregion zwischen Schweden und Finnland, der im Volksmund auch Vittulajänkkä (jeweils finn.; vittula: vulgärsprachlich für das weibliche Genital inkl. Silbenendung für kleine Orte wie in Pajala, jänkkä: Moor) genannt wird. Niila kommt aus einer Familie von Laestadianern, die eine besonders strenge und asketische Einstellung zum Leben haben. Früh entdecken die beiden ihre Liebe zum Rock ’n’ Roll und geben sich die größte Mühe, in der abgelegenen Region eine Band zu gründen. Mit viel Gefühl beschreibt Niemi die Geschichte der beiden Jungen vom Jugendalter bis zur Pubertät und darüber hinaus. Dabei schenkt er auch den Bewohnern der Region Pajala viel Beachtung, mit all ihren Schrullen und mehr oder weniger liebenswerten Gewohnheiten.
Bereits 2003 folgte dem Roman das gleichnamige Hörbuch, gelesen von Gerd Köster. 2004 wurde das Buch unter Regie von Reza Bagher verfilmt, die Hauptrollen wurden mit Max Enderfors (Matti) und Andreas af Enehielm (Niila) besetzt. Im Herbst 2005 kam der Film in die deutschen Kinos.
Am 11. Oktober 2008 wurde Populärmusik aus Vittula erstmals auf einer deutschen Bühne im Volkstheater Rostock aufgeführt. Katariina Lahti, welche bereits erfolgreich das Original in Finnland inszenierte, übernahm auch bei der deutschen Erstaufführung die Regie. Die Rolle des Matti übernahm Benjamin Bieber und Hannes Florstedt übernahm die Rolle des Niila.